# 錢𩆩

錢𩆩（1755年—1809年），字春湖，號蓮墅，浙江仁和（今屬杭州）人，清朝政治人物，進士出身。

## 生平
錢𩆩為乾隆四十五年（1780年）庚子恩科進士。嘉慶七年（1802年）任臺灣府海防兼南路理番同知，嘉慶十一年（1806年）護理臺灣府知府。嘉慶十四年（1809年）三月初二日病卒於任內。